# Lycée Louis-le-Grand

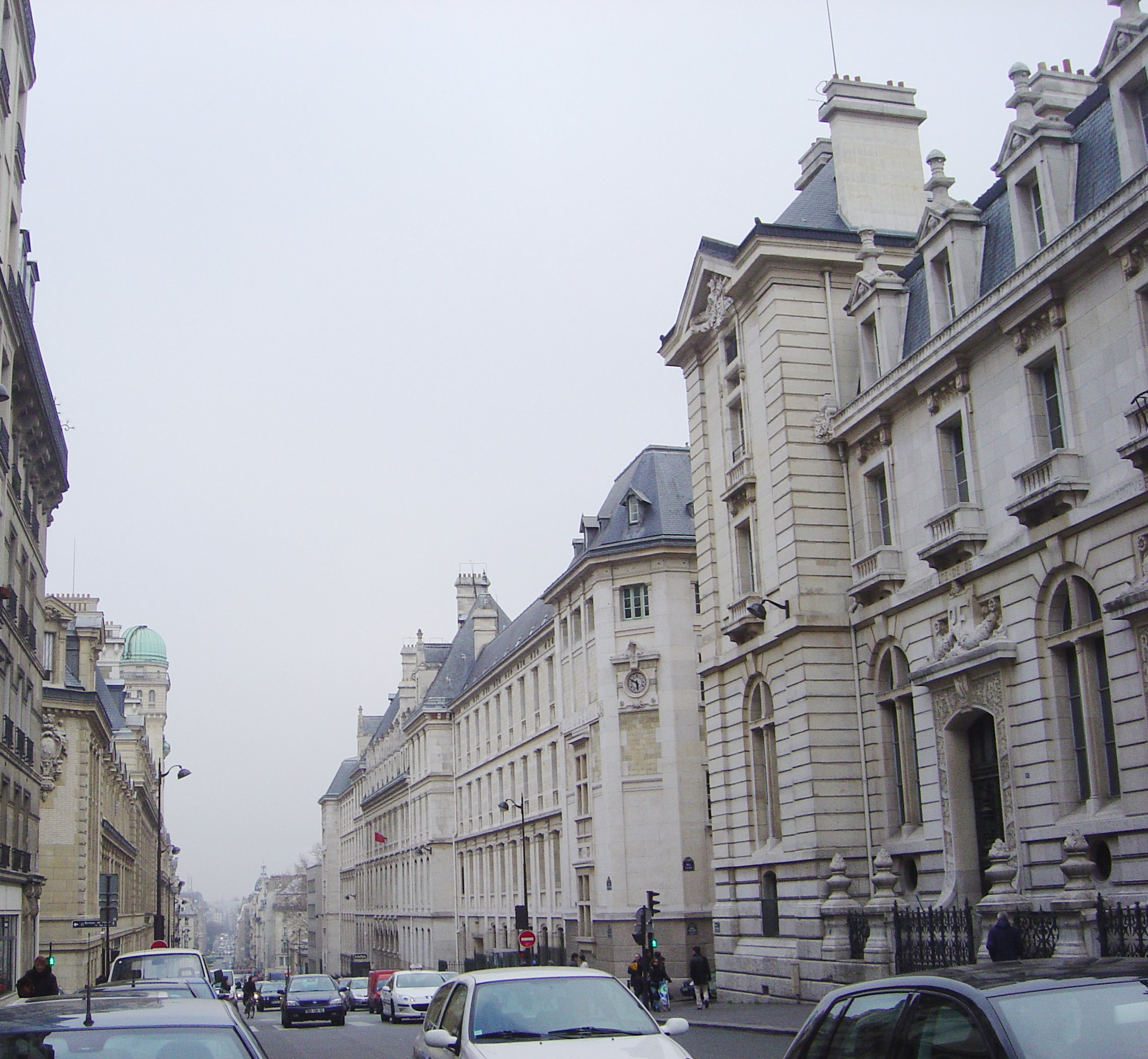
Hier ligt het lyceum in het centrum aan de rechterkant van de rue St Jacques; aan de linkerkant ligt het voormalige hoofdgebouw van de Sorbonne, aan de rechterkant het oude gebouw van de Parijse rechtenfaculteit.

Het Lycée Louis-le-Grand (soms ook LLG genoemd) is een school voor middelbaar onderwijs in Parijs. De school wordt algemeen beschouwd als een van de meest veeleisende in Frankrijk. Voorheen bekend als het Collège de Clermont, werd de school hernoemd naar koning Lodewijk XIV van Frankrijk, toen deze koning na een bezoek aan de school zijn patronage aanbood.
De school biedt een middelbareschoolopleiding (een lycée, afgesloten met het baccalauréat, met 800 leerlingen), en een curriculum op universitair niveau (classes préparatoires, met 900 studenten), dat de studenten voorbereidt op de toegangsexamens van de grandes écoles. Louis-le-Grand is beroemd, omdat het de hoogste slagingspercentages heeft voor de École Polytechnique, de École Normale Supérieure, de École des Hautes Études Commerciales, de École centrale Paris en de École nationale supérieure des Mines de Paris. Studenten van het lyceum worden op zijn Latijns ook magnoludoviciens genoemd.
Het Louis-le-Grand, opgericht in 1563, is gelegen in het hart van de Quartier Latin, het traditionele studentengebied van Parijs. Dit gebied, rijk aan geschiedenis, architectuur, cultuur, is de thuisbasis van enkele van de oudste en meest prestigieuze onderwijsinstellingen in Frankrijk, waaronder de Sorbonne en het Collège de France.
Het Louis-le-Grand speelt een leidende rol in het onderwijs van de Franse elite. Tal van oud-leerlingen zijn politici, diplomaten, prelaten, maarschalken van Frankrijk, leden van de Académie française en mannen en vrouwen van cultuur en wetenschap geworden. "Het jezuïetencollege van Parijs", schreef Elie de Beaumont in 1862, "is reeds lange tijd de vruchtbaarste kweekvijver voor grote mannen". Inderdaad zijn Molière, Voltaire en Victor Hugo voormalige studenten, die beroemde schrijvers geworden zijn, en hebben Georges Pompidou, Valéry Giscard d'Estaing en Jacques Chirac, alle drie president van de Vijfde Franse Republiek, tijd doorgebracht in de banken van het Louis-le-Grand. Ook zaten er de revolutionairen Robespierre, Saint-Just, De Sade en Camille Desmoulins op school. Gerenommeerde buitenlandse studenten van het Lycée waren koning Nicolaas I van Montenegro en Léopold Senghor, de eerste president van Senegal.

## Beroemde oud-leerlingen

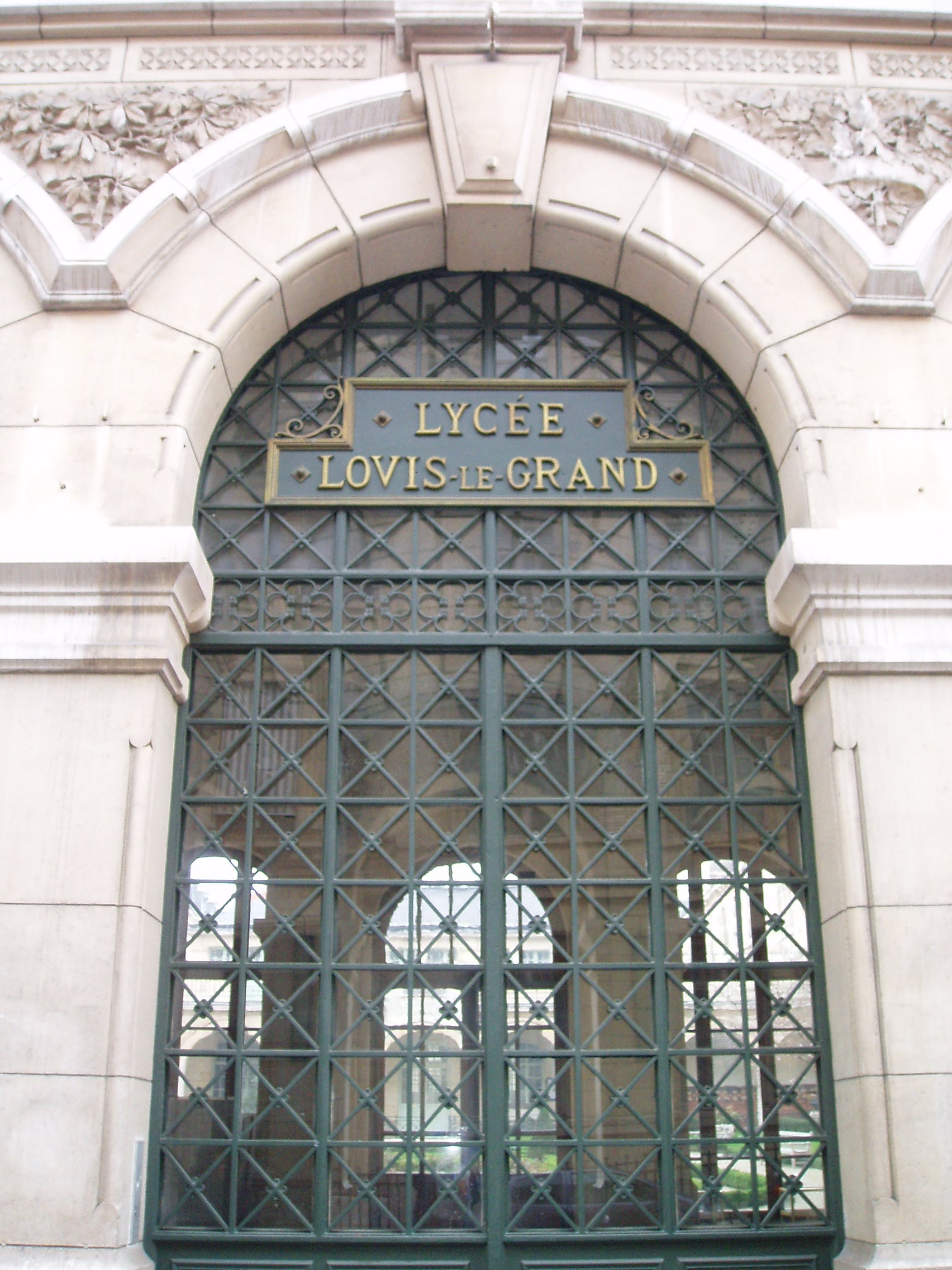
Hoofdingang van het Lycée Louis-le-Grand in Parijs, een van de beroemdste lycées, die classes préparatoires voor de grandes écoles bieden.

### Schrijvers en filosofen
| - Alexandre Adler - Jean-Henri Azéma - Maurice Bardèche - Charles Baudelaire - Joseph Bédier - Frédéric Beigbeder - Alain de Benoist - Marc Bloch - Robert Brasillach - Ferdinand Brunetière - Pierre Bourdieu - Paul Bourget - Henry Carnoy - Félix Castan - René Castel - Aimé Césaire | - Patrice Chéreau - René Clair - Paul Claudel - Léon Daudet - Régis Debray - Émile Delavenay - Jacques Derrida - Jérôme Deschamps - Denis Diderot - Maurice Druon - Émile Durkheim - Claude Esteban - Paul Gadenne - Maurice de Gandillac - Théophile Gautier - Georges Goyau | - Jean Guéhenno - Louis Hachette - Claude Hagège - Jean-Barthélemy Hauréau - Victor Hugo - Dominique Jamet - Henri Laoust - Valery Larbaud - Jean Lecointe - Bernard-Henri Lévy - Émile Littré - Quentin Meillassoux - Robert Merle - Maurice Merleau-Ponty - Molière - Georges Palante | - Charles Péguy - Bertrand Poirot-Delpech - Charles Porée - Claude Ribbe - Olivier Rolin - Romain Rolland - De markies van Sade - Jean de Santeul - Léopold Sédar Senghor - Jean-Paul Sartre - Albert Soboul - Henri Meilhac - Jean-René Suratteau - Raymond Toinet - Jean-Louis Vissière - Voltaire |

### Schilders en beeldhouwers
| - Pierre Bonnard - Frédéric Auguste Bartholdi | - Edgar Degas - Eugène Delacroix | - Théodore Géricault - Georges Méliès |

### Wiskundigen en natuurwetenschappers
| - Henri Becquerel - Alfred Binet - Jean-Baptiste Biot - Émile Borel - Jean Cavaillès - Michel Chasles | - Paul Desains - Paul-Gustave Froment - Évariste Galois - Jacques Hadamard - Félix d'Hérelle - Charles Hermite | - Laurent Lafforgue - Gabriel Lamé - Louis Leprince-Ringuet - Antoine Masson - Arthur Morin | - Paul Painlevé - Henri Poincaré - Laurent Schwartz - Étienne Wolff - Jean-Christophe Yoccoz |

### Politici

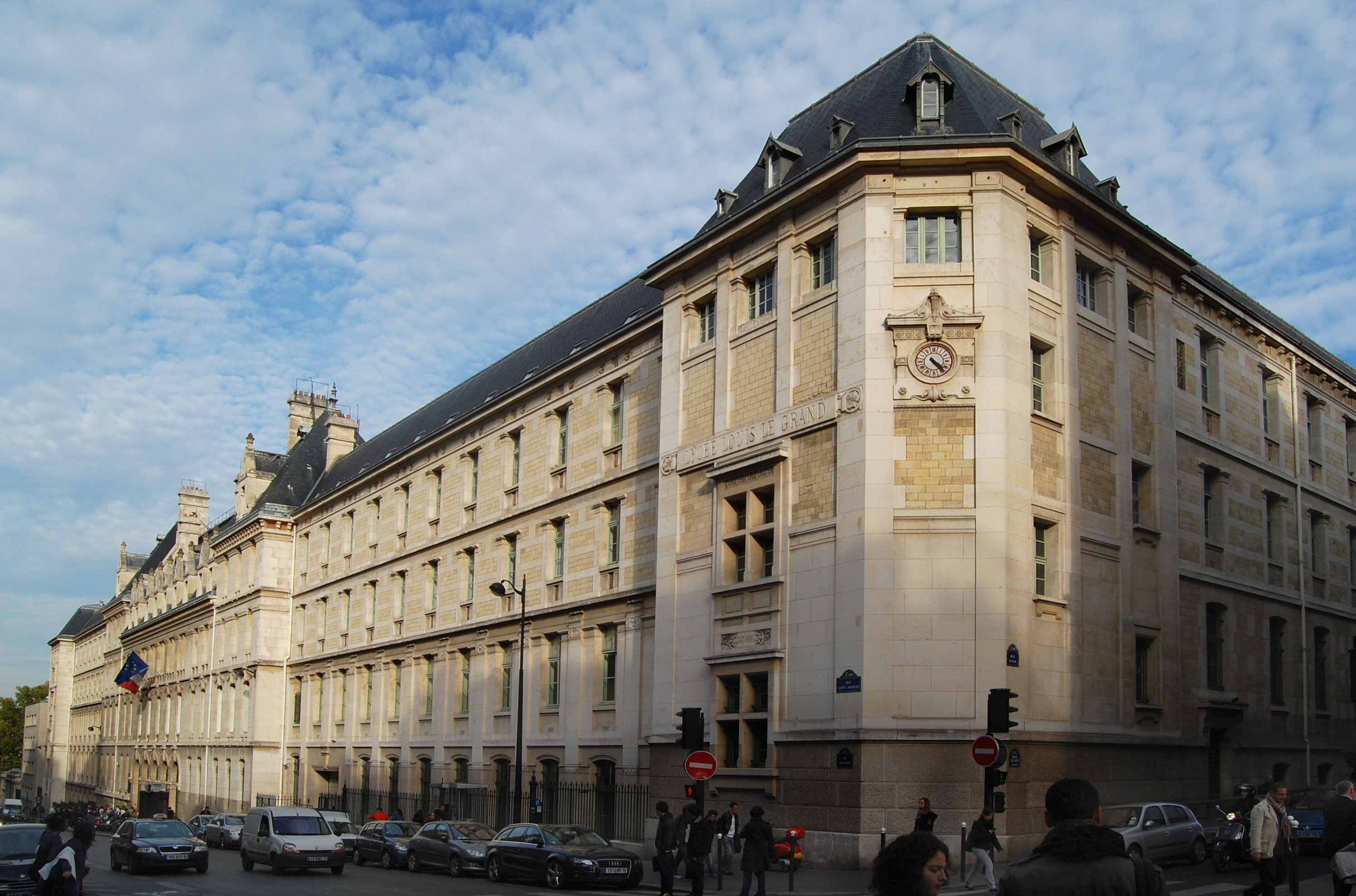
Lycée Louis-le-Grand, rue Saint-Jacques

| - Paul Henri Balluet d'Estournelles de Constant - Maurice Bardèche - Robert Brasillach - Thierry Breton - Paul Biya - Aimé Césaire - Jacques Chirac - Pierre Cot - Michel Debré - Božidar Đelić | - Philippe Dechartre - Paul Deschanel - Richard Descoings - Camille Desmoulins - Édouard Drouyn de Lhuys - Charles-François Dumouriez - François Duprat - Laurent Fabius - Charles Fonton - Valéry Giscard d'Estaing | - Jean Jaurès - Jean-Noël Jeanneney - Alain Juppé - Nathalie Kosciusko-Morizet - Bruno Mégret - Pierre Mendès France - Pierre Messmer - Alexandre Millerand - Gilbert du Motier, markies de La Fayette - Karel Nicolaas Alexander d'Oultremont | - Edgard Pisani - Raymond Poincaré - Georges Pompidou - Maximilien de Robespierre - Michel Rocard - Saint-Just - Léopold Sédar Senghor - Turgot - Adolphe Vincent - Laurent Wauquiez |

### Andere beroemde personen

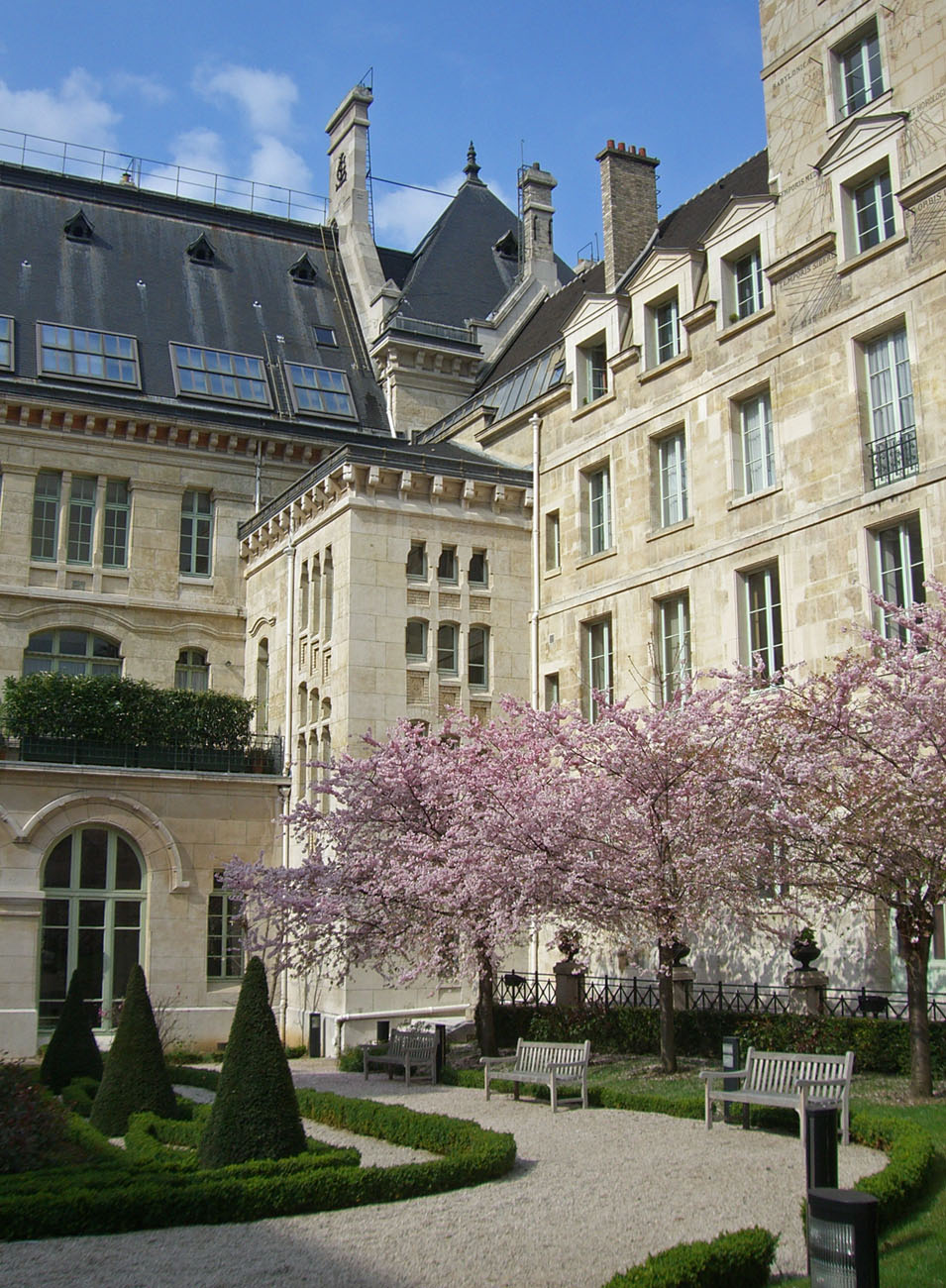
Cour d'Honneur van het lyceum in de maand maart.

| - François Annat - Pierre Alviset - André Citroën - Paul Brunello - Pierre Fitremann | - Moncef Cheikhrouhou - Thomas Elek - Louis Fréron - Gaston Juchet | - Mokhtar Latiri - Robert Linhart - André Michelin - Kardinaal de Retz | - Claude Poullart des Places - Saint François de Sales - Frédéric Saint-Geours - André Weinfeld |